# Gesualdo Bufalino
Gesualdo Bufalino född 15 november 1920 i Comiso, död 14 juni 1996, var en italiensk författare.
Gesualdo Bufalino föddes i Comiso på Sicilien. Han studerade litteratur och jobbade senare som professor i sin hemstad. Tiden som han tillbringade på sjukhus för sin tuberkulos strax efter kriget, utgör underlaget för romanen Diceria dell'untore. Han påbörjade skrivandet 1950, men romanen gavs ut först 1981, då hans vän, författaren Leonardo Sciascia upptäckte hans talang.
I hans födelsestad har de uppkallat biblioteket Biblioteca di Bufalino efter honom.